# Amazonas peruano republicano
Proclamada la independencia peruana por la gobernación de Trujillo, en enero de 1821, se realizaron consultas populares que dieron pleno apoyo a esta iniciativa en Lambayeque, Piura, Huamachuco, Cajamarca, Chota, Pataz y también Chachapoyas. La provincia de Chachapoyas, futuro departamento de Amazonas, fue entonces incluida como parte del territorio libre peruano en el Reglamento Provisional dictado por José de San Martín en Huaura el 12 de febrero de 1821. Perteneció al entonces vasto departamento de Trujillo hasta constituirse como jurisdicción departamental por ley del 21 de noviembre de 1832.

## Las dos batallas de Higos-Urco
El defestrado subdelegado realista por Chota, Mariano Castro Taboada, militar veterano de la defensa de Zaragoza, tuvo a su cargo, encomendado por el virrey Joaquín de la Pezuela (1816-1821, durante el reinado de Fernando VII de España, 1813-1833, de la Casa de Borbón), la tarea de aislar la gobernación de Trujillo de las provincias serranas y trasandinas. Para este fin, con apoyo del jefe militar de Moyobamba, coronel Matos, fue movilizada la guarnición del rey de 600 efectivos emplazada en esta ciudad, con el plan de tomar, sucesivamente, Chachapoyas, Cajamarca y Huamachuco, y restablecer por la fuerza, en todas estas localidades, la autoridad colonial.
Esta operación militar permitiría ganar tiempo y preparar desde Lima una ofensiva militar en regla contra el cuartel de San martín en Huaura. Entraban en los cálculos de Castro el apoyo que debía recibir, es todas estas localidades, de milicias formadas por los servidores de hacendados adictos al rey, como Ramón Noriega, de Otuzco y Miguel Escalante, de Cajabamba. Dentro de este plan, la toma de Chachapoyas era un paso imprescindible para ingresar a la región andina y a la vez el objetivo más difícil, por el escaso o nulo apoyo que allí había para la causa del rey. Precisamente en abril de 1821, los chachapoyanos habían debelado una revuelta realista urdida por el ex subdelegado Francisco Baquedano y el obispo de Maynas, Hipólito Sánchez, quienes abiertamente luchaban contra los patriotas. De este modo, la batalla de Chachapoyas iba a convertirse en un hito decisivo para la consolidación de la libertad del norte del Perú.
Estando en Cajamarca, el coronel Valdivieso, segundo al mando después de Andrés de Santa Cruz en las fuerzas enviadas a Trujillo por San Martín, fue informado del avance sobre Chachapoyas de la guarnición realista de Moyobamba. El patriota destacó inmediatamente al teniente coronel Juan José Arriola con los 300 efectivos de infantería acuartelados en esa ciudad. La batalla tuvo lugar el 6 de junio de 1821, en la pampa de Higos-Urco, en las inmediaciones de Chachapoyas. La tropa realista se desplegó en guerrilla, apoyada por el fuego de dos cañones ligeros. Los patriotas resistieron el ataque a pie firme, combatiendo cuerpo a cuerpo con arma blanca. Al producirse el choque entre ambos grupos, temiendo que la superioridad numérica española se impusiese, el pueblo irrumpió masivamente en el campo haciendo retroceder a los realistas con todo lo que tenía a su alcance. Tras sufrir numerosas bajas, los realistas se retiraon en desorden en dirección a Moyobamba, y fueron perseguidos hasta el lugar llamado Ventanas, donde hubo un segundo enfrentamiento.
Cuenta Nicolás rebaza, en sus "Anales del departamento de La Libertad en la guerra de la Independencia" (1894), que durante el choque en Ventanas los jefes españoles huyeron por el río, manteniéndose en combate con la bandera realista un grupo de peruanos, al mando de un sargento chachapoyano de apellido Rojas, a quien fue muy difícil doblegar. En su parte de guerra, el comandante Arriola mencionó el valor exhibido por este sargento y pidió sea perdonado y recomendado para ingresar al ejército patriota, lo que efectivamente ocurrió.
En Higos-Urco destacaron por su heroísmo los tenientes José Félix Castro (trujillano), Francisco Salas Fuenzalida(chileno) y Evaristo Tafur (chachapoyano). La mujer amazónica estuvo representada por la heroína Matea o Matiaza Rimachi, que ha pasado a la posteridad como la heroína de Higos-Urco (Luis Antonio Eguiguren y Tomás Pizarro, 1959).
Hubo una segunda batalla, también en Higos-Urco, cuando el sargento Cárdenas y Nicolás Quiles se levantaron en armas contra los patriotas en 1822, tomaron la guarnición del río Putumayo y atacaron Moyobamba y Chachapoyas. Una columna patriota, formada fundamentalmente por voluntarios lugareños, los enfrentó el 6 de septiembre y la victoria fue otra vez de los independentistas. La historia recuerda entre los patriotas amazonenses a Mariano Aguilar, Manuel Rodríguez, Luis Zagaceta, Lucero Villacorta, Juan Reina, José Fabián Rodríguez y Dionisio Hernández. Desde entonces, la región quedó plenamente pacificada.

## Creación del departamento
Las primeras gestiones para la creación del departamento de Amazonas fueron iniciativa de Modesto de la Vega y José Braulio del Camporredondo, quienes en el período de 1825 a 1830, aparecen en la escena política después de haber luchado como soldados por la independencia, formando parte de la representación parlamentaria, por Maynas, el primero, y el segundo por Chachapoyas. Son ellos quienes conciben la idea de formar un departamento separando algunos territorios de La Libertad, departamento que hasta entonces abarcaba una vasta extensión que llegaba hasta los límites con el Brasil, y que incluía los territorios de Maynas e Iquitos.
Así se crea el departamento de Amazonas, por medio de una ley expedida por el gobierno del general EP Agustín Gamarra (1829-1833, 1838-1841), promulgada el 21 de noviembre de 1832. La misma norma contenía una serie de artículos para promover el desarrollo económico del nuevo departamento, incluyendo exoneraciones de derechos en su comercio con Ecuador y Brasil; también estipulaba que quedaran dentro de los límites de Amazonas las regiones de Pataz, Chachapoyas y Maynas.

## Salaverry y Santa Cruz
Las turbulencias y agitación política no cesaban en el país luego de la independencia. En el año 1833, Gamarra luchaba por mantenerse en el poder. El entonces coronel EP Felipe Santiago Salaverry, de gran fama por sus hechos heroicos y muy popular políticamente, fue señalado como el protagonista de una conspiración y se ordenó su prisión en marzo de ese año. Tras un sonado juicio, se dispuso, en julio, su confinamiento en el departamento de Amazonas. Estando preso en Chachapoyas, Salaverry logró sublevar a sus guardianes y dirigirse con una milicia a Cajamarca, pero fue traicionado y emboscado, y se le envió de vuelta en condiciones infames.

"Se dice que lo condujeron montado en un burro con la cara hacia la cola, cruel burla, que se agrega a los malos tratos recibidos; todo lo cual explica el procedimiento que más tarde emplea contra el departamento de Amazonas".
Gustavo Collantes, 1969#GGC11C

Poco después logró fugar nuevamente en dirección a Cajamarca, donde en octubre organizó una fuerza militar adicta y marchó hacia Trujillo.
Salaverry, siendo ya gobernante del Perú, por decreto del 25 de abril de 1835, suprimió el departamento de Amazonas y anexó sus provincias al de La Libertad. Se cuenta al respecto que alguien, al conocer el decreto, trató de hacer ver a Salaverry la inconveniencia de semejante disposición; pero que el dictador, indignado y en forma grosera, manifestó "esa sección del territorio estaba aún en estado salvaje y que debían pasar no menos de 50 años para poderla organizar y darle categoría de departamento; que él conocía la zona y que no hablase más del asunto".. Así, Amazonas "desapareció como departamento y quedó sólo con el satatus de salvaje" (Gustavo Collantes, 1969).
Siendo Presidente de la República el general Andrés de Santa Cruz fue anulado el decreto de Salaverry, y Amazonas se constituyó nuevamente como departamento con una mención de gratitud por su "acción heroica" contra el gobierno intruso (25 de septiembre de 1836). Durante la Confederación Peruano-Boliviana, que presidó Santa Cruz, Amazonas fue uno de los departamentos constitutivos del Estado Nor-Peruano, junto con Huaylas, Junín, Lima y La Libertad, que se caracterizó por conservar sin modificación alguna el escudo y la bandera peruanas.

## Región incomunicada
El esplendor colonial de Chachapoyas, casi absolutamente urbano, fue apagándose durante la República, a tal punto que se convirtió en una ciudad enclaustrada y aislada del resto del país. Los amazonenses, durante muchos años, juzgaron imposible establecer relaciones con la costa mediante vías apropiadas, aunque durante la República se mejoraron algunos caminos de penetración. Luego de doce infructuosas expediciones organizadas entre 1836 y 1887 en búsqueda de salidas hacia la costa, se tuvo por más expeditiva la obra de abrir paso hacia el oriente, y es Braulio del Campo Redondo, quien lanza la iniciativa de dar comienzo a las exploraciones hacia el pongo de Manseriche.
Hay que tener en cuenta que en esa época, todavía de auge de la navegación marítima, se abrían los puertosal comercio y a la nacegación internacionales, circunstancia que colocaba en segundo plano las vías terrestres, especialmente de los departamentos interiores, que, condenados a vivir en este aislamiento, languidecían penosamente.
Comprendiendo la importancia que para el departamento de Amazonas, representaba la apertura de una vía de comunicación entre Chachapoyas y un punto navegable del Marañón, los amazonenses intentaron llevar a la práctica esta obra. Chachapoyas tuvo el privilegio de haber sido la región iniciadora de estos esfuerzos en la Amazonía peruana. Al no poder culminarse esta obra, Chachapoyas permaneció durante más de un siglo aislada, ya que, sin carreteras de acceso, el camino tenía que hacerse a lomo de bestia, en largas y penosas caravanas desde la costa, o por los ríos desde la región del oriente. El avión llegó a Chachapoyas durante la década de los años 1930, antes que el automóvil y el camión. La comunicación radiotelegráfica fue establecida en 1906.
Fue durante el último gobierno de Manuel Prado Ugarteche (1956-1962) cuando se construyó la carretera que une Chachapoyas con la gran vía de penetración Olmos-Marañón, que por fin estableció la comunicación directa con Lima y el resto de la República. Con esta carretera, el gran departamento norteño inició su recuperación y su efectiva integración al país.

## Conflicto con el Ecuador
Tras sucesivas reclamaciones ecuatorianas sobre una presunta soberanía sobre territorios peruanos que se vinculan con el Marañón, el Perú se vio envuelto, en julio de 1941, en un conflicto limítrofe con el Ecuador, que puso en riesgo la soberanía peruana sobre el actual departamento de Amazonas. Ecuador desconoció la "línea de statu quo" de 1936, en calidad de frontera provisional mutuamente reconocida, que era la base de las negociaciones. Si bien los incidentes bélicos se desarrollaron los días 5, 23 y 24 de julio en la zona limítrofe correspondiente a Tumbes, el objetivo del Ecuador era la anexión de una amplia zona comprendida entre Jaén y Maynas, que incluye una importante parte del territorio amazonense. El Perú movilizó fuerzas para proteger su soberanía a lo largo de toda la frontera norte, incluso en la cordillera del Cóndor. El pueblo amazonense colaboró con las acciones de defensa. Las acciones militares comandadas por el general de división EP Eloy G. Ureta, que hicieron retroceder a las tropas ecuatorianas detrás del río Zarumilla y permitieron ocupar Chacras y Huaquillas y finalmente Guayaquil el 24 de julio, facilitaron el cese de las hostilidadeds el día 25 y ambos países retornaron a la vía diplomática. Amazonas no llegó a verse involucrado en ese conflicto, aunque su zona limítrofe siguió estando en la mesa de negociaciones.
Posteriormente nuevas escaramuzas, provocaron nuevos enfrentamientos, años más tarde, el más grave de todos el denominado Guerra del Cenepa, en 1995, que involucró acciones armadas en territorio amazonense.

## Cambios en la demarcación
En aplicación a diversas disposiciones demarcatorias, Amazonas vio reducirse gradualmente su territorio. La primera ley que disminuyó su extensión fue la que creó el Gobierno Político y Militar de Loreto el 10 de marzo de 1853. La segunda, fue causada por la decisión de los pobladores de la provincia de Maynas, incorporada al departamento de Amazonas en 1832, de lograr su incorporación a Loreto, lo que ocurrió el 7 de julio de 1857. La tercera medida restrictiva fue la creación de la provincia de Luya, que se constituyó a partir de la provincia de Pataz para anexarla al departamento de La Libertad (5 de febrero de 1861).
Por Ley N.º 24874 del 11 de junio de 1988, el departamento de Amazonas pasó a ser parte de la región Nororiental del Marañon, dentro del proyecto de regionalización que poco después fue desactivado. Hoy ha recuperado su autonomía y es, administrativamente, al mismo tiempo que departamento, región.
El departamento de Amazonas es un núcleo geopolítico de gran importancia para el Perú, por su situación geográfica en el extremo nororiental del país, por ser zona selvática la porción de la Amazonía más cercana al océano Pacífico y porque sus conexiones con las rutas de la costa son las más bajas de esta parte de los Andes (Rogger Ravines, 1996), pero también por ser frontera con el Ecuador, situación esta que le costó ser escenario, durante los últimos años, de diversos incidentes armados, como los de Falso Paquisha en 1981, Cusumasa-Bumbuisa, en 1991 y del Alto Cenepa, en 1995.
- Datos: Q5672021